# Nakamura Tadasi
Nakamura Tadasi (Tokió, 1971. június 10. –) japán válogatott labdarúgó.

## Nemzeti válogatott
A japán válogatottban 16 mérkőzést játszott.

## Statisztika
| Japán válogatott | Japán válogatott | Japán válogatott |
| Időszak          | Mérk.            | gól              |
| ---------------- | ---------------- | ---------------- |
| 1995             | 3                | 0                |
| 1996             | 4                | 0                |
| 1997             | 8                | 0                |
| 1998             | 1                | 0                |
| Összesen         | 16               | 0                |